# لولو جاريدو
لولو جاريدو (بالإسبانية: Manuel Coronado Plá)‏ (7 أبريل 1993 بماردة في إسبانيا - ) هو لاعب كرة قدم إسباني في مركز الوسط. لعب مع ريال بلد الوليد ب وريال بلد الوليد ونادي قادش ونادي لوغو.

## روابط خارجية
- لولو جاريدو على موقع Soccerway.com (الإنجليزية)